# Vollmer-MPi
Der Vollmer–MPi war eine auf der Bergmann MP 18 basierende Maschinenpistole, für die Heinrich Vollmer im Jahre 1927 das Patent erhielt.

## Beschreibung
Die Generalstäbe des Kaiserlichen Heeres und auch später der Reichswehr, standen der Entwicklung von Maschinenpistolen skeptisch gegenüber. Deswegen wurde fast die gesamte Produktion, der in der Erfurter Maschinen- und Werkzeugfabrik Berthold Geipel (ERMA) 350 bis 400 Vollmer–MPi’s ins Ausland verkauft. Die ersten Prototypen der Vollmer-MPi hatten einen Kühlmantel und Trommelmagazin. Spätere Versionen waren mit einem massegekühlten Lauf und Stangenmagazin versehen. Die Feuergeschwindigkeit betrug bei Einzelfeuer 80 S/min und bei Dauerfeuer 120 S/min.
Heinrich Vollmer war seit 1909 der Firmeninhaber der Vollmer Werke GmbH, deren Hauptsitz in Biberach an der Riß ist und 2012 mehr als 700 Mitarbeiter weltweit beschäftigte.